# Cornelis H. A. Koster
Cornelis Hermanus Antonius Koster, dit Kees Koster, né le 13 juillet 1943 et mort le 21 mars 2013, était un informaticien néerlandais, professeur au département d'informatique de l'université Radboud de Nimègue aux Pays-Bas.

## Biographie
Il est né à Haarlem, mais sa famille s'installe à Jakarta après la guerre. À l'âge de 11 ans, il revient seul aux Pays-Bas pour entrer au collège. À l'université d'Amsterdam, il commence ses études de physique en même temps que Lambert Meertens, mais tous deux s'orientent très vite vers l'informatique. Ils construisent ensemble un calculateur, puis travaillent au Mathematisch Centrum à Amsterdam sous la direction de Auladriaan van Wijngaarden.
En 1972 il devient professeur à l'université technique de Berlin où il donne les premiers enseignements en informatique.  
En 1977, il devient professeur à l'Université Radboud de Nimègue. Il y crée en 1981 la première formation en informatique des Pays-Bas.
Il chantait dans plusieurs chœurs dont le Chœur byzantin d'Utrecht (nl).
Il meurt à Nimègue dans un accident de moto en 2013.

## Travaux
Son intérêt s'est d'abord porté sur les langages de programmation et leur compilation.
Il est un des auteurs du Report on the Algorithmic Language ALGOL 68,, en tant que responsable des entrées/sorties du langage.
À Berlin, il conçoit le langage ELAN pour l'enseignement de la programmation. Ce langage sera largement utilisé dans les établissements secondaires d'Allemagne, de Belgique, de Hongrie, et des Pays-Bas.
Il est aussi le créateur des grammaires affixes et des systèmes de programmation qui en découlent : les Compiler Description Language (CDL) et AGFL. En un certain sens, CDL 
 est une grammaire exécutable déterministe, tandis que AGFL est une grammaire exécutable non déterministe, plus adaptée à l'analyse des langues naturelles.
Il a alors appliqué cette analyse à la classification supervisée de documents (système LCS) et à la recherche d'information (système PHASAR), notamment dans les brevets (système TM4IP